# Ипек, Озан
Озан Ипек (тур. Ozan İpek; род. 10 октября 1986, Анкара) — турецкий футболист, левый атакующий полузащитник.

## Клубная карьера
Он начал свою профессиональную карьеру в «Батман Петролспор» 2004 году. В 2006 году он был переведен в «Кахраманмарашспор». В следующем сезоне он был отдан в аренду в «Буджаспор». Во время своего в «Буджаспоре» он забил 10 голов и оформил 10 передач. После этого он заставил обратить на себя внимание клубов из турецкой Суперлиги.
В феврале 2009 года он перешёл в «Бурсаспор». Озан с 8 голами и 5 передачами помог клубу впервые за историю выиграть чемпионат.
В январе 2013 года был отдан в аренду в «Мерсин Идманюрду» до конца сезона. С 2015 по 2016 года выступал за «Антальяспор».

## Карьера за сборную
Дебют за национальную сборную Турции состоялся 3 марта 2010 года в товарищеском матче против сборной Гондураса (2-0). Всего Ипек провёл 3 матча за сборную Турции.

## Достижения
- Чемпион Турции: 2009/10